# Ipip
Ipip (auch Apip; griechisch Epiphi; koptisch Epip; arabisch Abib) war im ägyptischen Kalender die altägyptische Bezeichnung des dritten Monats der Jahreszeit Schemu (Ernte / Sommer) und repräsentierte die Zeit von Anfang Mai bis Anfang Juni.

## Hintergrund

### Etymologie
Die wortwörtliche Bedeutung bleibt unklar, da sich der ägyptische Name von einem Eponym ableitet und sich auf ein altes Fest bezieht: „Veranlassung der Menge, für Mut / Maat / Renenutet die Sicheln / Messer / Schwerter / Stöcke zu ergreifen“. Das Determinativ gilt gleichzeitig als Ideogramm für das Fest der Mut, das wiederum in Verbindung zum Fest der „Vereinigung des Auges von Re und des Auges von Horus am Tag der Reinigung“ bei Neumond am ersten Tag im Monat Ipet-hemet steht.
Als weitere Ableitung kommt das Fest Tag des Gebärens der Mut in Frage, da es im Jahreskalender als bewegliches Fest wanderte und in die Zeit des Erntebeginns fiel. Im ursprünglich elften Monat Chenti-chet wurden mit Beginn des Monats April Vorbereitungen für die Reise der Gottheit Mut-Hathor nach Edfu vorgenommen und während der Zeremonie vom „Erstschnitt des Emmers“ sowie der „ersten Früchte des Feldes“ Opfer dargebracht. Im Zuge der Feierlichkeiten folgten Dankesgaben, die mit dem „Hervorkommen der Statue von Mut-Hathor aus ihrem Tempel“ verbunden waren. Der Monat Chenti-chet führte schon im Mittleren Reich als Determinativ ebenfalls das Zeichen der Sonnenscheibe.
Im Tebtunis-Mondkalender um 132 v. Chr. datierte es auf dem 28. Pharmouthi (Monat April). In Esna begann am 19. Epiphi das Fest des Ergreifens vom Stock, während in Kom Ombo die Feierlichkeiten unter dem Namen Fest des Ergreifens vom Sichelschwert am 8. Epiphi begangen wurden.

### Wechsel der Kalenderform
Alan Gardiner wie auch Richard Anthony Parker vermuten, dass Epiphi im Laufe der Kalendergeschichte die Jahresform wechselte, weshalb sich Epiphi als ehemaliger Monat Ipet-hemet spätestens ab dem Neuen Reich vom zwölften auf den elften Monat verschob.